# Juli (Vorname)
Juli ist sowohl ein männlicher, als auch weiblicher Vorname.
.

## Herkunft und Bedeutung
Juli ist die russische Form von Julius bzw. Iulius, aber auch eine Kurzform der Vornamen Julia oder Julie.

## Namensträger
- Juli Issajewitsch Aichenwald (1872–1928), russischer Literaturkritiker
- Juli Borissowitsch Chariton (1904–1996), sowjetischer Physiker, am Kernwaffenprogramm des Landes beteiligt
- Juli Markowitsch Daniel (1925–1988), sowjetischer Schriftsteller und Übersetzer
- Juli Andrejewitsch Fait (1937–2022), sowjetischer bzw. russischer Filmregisseur
- Juli Garreta i Arboix (1875–1925), katalanischer Komponist der Romantik
- Juli Ossipowitsch Hurwitz (1882–1953), russischer Mathematiker und Hochschullehrer
- Juli Sergejewitsch Iljaschenko (* 1943), russischer Mathematiker
- Juli Lasarewitsch Ketkow (1935–2014), sowjetisch-russischer Kybernetiker, Informatiker und Hochschullehrer
- Juli Tschersanowitsch Kim (* 1936), russischer Dichter, Komponist, Dramatiker, Drehbuchautor und Barde koreanischer Abstammung
- Juli Eduardowitsch Konjus (1869–1942), russischer Violinist und Komponist
- Juli Nikolajewitsch Melgunow (1846–1893), russischer Pianist, Folklorist und Musiktheoretiker
- Juli Jakowlewitsch Raisman (1903–1994), sowjetischer Regisseur und Drehbuchautor
- Juli Michailowitsch Schokalski (1856–1940), russisch-sowjetischer Ozeanograf und Kartograf
- Juli Michailowitsch Woronzow (1929–2007), russischer Diplomat

## Namensträgerinnen
- Juli Furtado (* 1967), US-amerikanische Radrennfahrerin
- Juli Gudehus (* 1968), deutsche Gestalterin, Sammlerin und Autorin
- Juli Tamir (* 1954), israelische Politikerin und Ministerin
- Juli Zeh (* 1974), deutsche Schriftstellerin, Juristin und ehrenamtliche Richterin